# ملحاء عصوية ملحية
ملحاء عصوية ملحية (الاسم العلمي: Halobacterium salinarum) هي نوع من العتائق تتبع جنس الملحاء العصوية من فصيلة الملحائية العصوية.
وهي سالبة غرام وتعيش في البحار المالحة، وعلى الرغم من أن اسمها بكتيريا إلا أنها تقع تحت تصنيف البكتيريا القديمة (Archaea). وتوجد بشكل كبير في الأسماك المالحة، والجلود، والبحيرات ذات الملوحة العالية، والملاحات. وعندما تصل الملوحة إلى أدنى حد في الملاحات تصبح لون  مياهها أحمر بسبب الكثافة العالية  لملوحة البكتيريا القديمة. كما تم إيجاد ملحاء عصوية ملحية (Halobacterium salinarum) في المواد الغذائية عالية الملوحة مثل: لحم الخنزير المملح، والأسماك البحرية، والنقانق. وقد أدى قدرة بقاء هذا النوع من الكائنات الحية  على قيد الحياة في هذه التركيزات العالية من الملح إلي تصنيفها كائنات تعيش في الظروف القصوى.

## الشكل الخارجي وعمليات الأيض
ملحاء عصوية ملحية تعد من بين أكثر أشكال القديمة للحياة وظهرت على الأرض قبل العديد من مليارات السنين، وهي من الكائنات الدقيقة وحيدة الخلية ويكون شكلها عصوي.ويتكون غشائها من طبقة واحدة من الدهون  محاطة بطبقة تسمى طبقة ( S-layer ). وتتكون طبقة ( S-layer ) من بروتين سكري يوجد على سطح الخلية وهذا يمثل حوالي 50% من البروتينات سطح الخلية. وهذه البروتينات تشكل شبكة في الغشاء. والبقايا الكبريتية تكون وفيرة على سلسلة غليكان من البروتينات السكرية  وبروتينات سطح الخلية هذا ما يعطيها الشحنة السالبة.ويُعتقد أن الشحنة السالبة لتحقيق الاستقرار في شبكة البروتينات في الظروف الصعبة كالملوحة العالية.
الأحماض الأمينية هي المصدر الرئيسي للطاقة كيميائية لملحاء عصوية ملحية ( H . salinarum ). والملحاء عصوية ملحية تكون غير قادرة على النمو على السكريات وبالتالي تحتاج  لتشفير إنزيمات قادرة على استحداث السكر لتكوين السكريات، وعلى رغم من أن ملحاء عصوية غير قادرة على تكسير جزيئات سكر الجلوكوز.

## التكيف مع الظروف القاسية

### تركيز الملح العالي
حتى تبقى هذه ملحاء عصوية ملحية على  قيد الحياة في البيئات المالحة جداً، كما هو الحال مع الأنواع الأخرى من ملحاء عصوية ملحية، فإنها تستخدم   المواد المذابة المتوافقة (compatible solutes) (وبخاصة كلوريد البوتاسيوم) للحد من الضغط الإسموزي. مستويات البوتاسيوم  ليست في حالة توازن مع البيئة، لذلك ملحاء عصوية ملحية (H. salinarum) تعتبر متعددة النقل النشط  التي تضخ البوتاسيوم إلى داخل الخلية.  في تراكيزالملح العالية جداً سيحدث ترسب للبروتين. ولمنع التمليح من الروتينات تقوم ملحاء عصوية ملحية بتشفير (أو ترميز) بشكل رئيسي البروتينات الحمضية. متوسط نقطة تساوي الكهربائية لبروتينات ملحاء عصوية ملحية هي 4.9 . هذه البروتينات عالية الحموضة  غالباً تكون سلبية الشحنة  وقادرون على البقاء في محلول حتى لو كان تركيز الملح فيه عالي.

#### انخفاض الأكسجين والتمثيل الضوئي
ملحاء عصوية ملحية يمكن أن تنمو بكثافة في أحواض الملح التي تم  فيها استنفاد الأكسجين بسرعة. على الرغم من أنها هوائية إجبارية، إلا أنها قادرة على البقاء على قيد الحياة في ظروف انخفاض الأكسجين عن طريق استخدام الطاقة الضوئية. تمتلك ملحاء عصوية ملحية بروتين يسمى (Bacteriorhodopsin)  الذي يعمل بمثابة مضخة البروتون يحركها الضوء. ويتألف من جزئيين، بروتين 7- عبر الغشاء (Bacterioopsin)، وعامل مساعد حساس للضوء  (retinal). عند امتصاص الفوتون فإن العامل المساعد الحساس للضوء (retinal) يتغير شكله مما يسبب تغيير متعلق بتكوين البروتين (Bacterioopsin) الذي يحرك نقل البروتون.  ويمكن بعد ذلك تدرج البروتونات التي تتشكل، واستخدامها لتوليد الطاقة الكيميائية بواسطة إنزيم بناء ثلاثي فوسفات الأدينوسين.
تقوم الملحاء عصوية ملحية بإنتاج حويصلات الغاز للحصول على  المزيد من الأوكسجين، والتي تسمح لها بالطفو على السطح حيث مستويات الأوكسجين أعلى وتَوَفُر المزيد من الضوء. وهذه الحويصلات هي هياكل معقدة مصنوعة من البروتينات المشفرة بواسطة ما لا يقل عن 14 جينات. وقد اكتشفت حويصلات الغاز لأول مرة في ملحاء عصوية ملحية (ملحاء عصوية ملحية)  في عام 1967.

##### الحماية بوساطة الأشعة فوق البنفسجية
هناك قليل من الحماية من أشعة الشمس في البرك المالحة، لذلك فإن ملحاء عصوية ملحية غالباً ما تتعرض لكميات عالية من الأشعة فوق البنفسجية. للتعويض، ولذا فقد تطورت آلية متقدمة لإصلاح الحمض النووي. حيث أن الجينوم يشفر إنزايمات الحمض النووي المتماثلة لكل من البكتيريا وحقيقيات النوى. وذلك يسمح لملحاء عصوية ملحية لإصلاح الأضرار التي لحقت بالحمض النووي بشكل أسرع وأكثر كفاءة من الكائنات الحية أخرى ويسمح لها أيضا بأن تستقبل الأشعة فوق البنفسجية بشكل كبير.
تعد ملحاء عصوية ملحية هي المسؤولة عن ظهور اللوني الأحمر والوردي في البحر الميت وغيرها من المسطحات المائية المالحة. ويرجع ظهور اللون الأحمر في المقام الأول إلى وجود مركبات عضوية بكتيرية، حوالي 50 جزيء من الصبغات الكروتينية والكربونية موجودة  داخل غشاء هذه البكتيريا. الدور الرئيسي لهذه المركبات في الخلية هو حماية الحمض النووي من التلف الذي سيلحق به عند تعرضه للأشعة فوق البنفسجية. ليست هذه هي الحماية بالضبط ولكن قدرة هذه المركبات على امتصاص الأشعة فوق البنفسجية  هو السبب. حيث تقوم هذه المركبات بحماية الحمض النووي عن طريق عملها كمضاد للسموم عوضاً عن حجب الأشعة فوق البنفسجية عنها بشكل مباشر. وأنها قادرة على حماية الخلايا من أنواع الأكسجين التفاعلية التي تنتج من الأشعة فوق البنفسجية خلال العمل كإشارة. المركبات العضوية الأصلية المنتجة هي أقل نشاطاً من المركبات الأولية الأساسية، ومن المحتمل أيضاً أن تتفاعل مع مركبات أساسية أخرى وهذا بدوره يؤدي إلى نهاية سلسلة التفاعلات الأساسية هذه.

## الجينوم
جميع تسلسلات الجينوم متاحة لسلالتين من ملحاء عصوية ملحية (سديم السرطان  وR1 ) أما بالنسبة لجينوم البكتيريا فإنه من نوع: (سديم السرطان).يتكون من (2,571,010)  زوج من القواعد النيتروجينية  ترتكز على كروموسوم كبير واحد واثنين من الكروموسومات الصغيرة. حيث يشفر الجينوم حوالي 2,360 جزيء بروتين. فالكروموسوم الكبير مليء بالقاعدتين (غوانين- سايتوسين) (68%). حيث إن ارتفاع محتوي الـ (غوانين – سايتوسين) للجينوم يزيد من إستقرارها في البيئات المعيشية الصعبة. جميع المقارنات البروتينية تظهر لتحدد طبيعة البكتيريا القديمة في تلك المحبة للملوحة مع تشابهات إضافية لملحاء عصوية الرقيقة موجبة غرام وغيرها من البكتيريا. 

## ملحاء عصوية ملحية تعتبر كائن نموذجي
ملحاء عصوية ملحية تعتبر كائن نموذجي من حيث: سهولة تنميتها مثل البكتيريا إيكولاي (إشريكية قولونية)، وتخدم كنظام نموذجي ممتاز. ونظرا  للتطور في اساليب استبدال الجينات، أصبحت هذه البكتيريا المرشح المثالي لدراسة الجينات والجينوم الفعال للبدائيات.

## اقدم حمض نووي تم اكتشافه
اقدم حمض نووي تم اكتشافه: عينة من الجينات القريبة من جينات ملحاء عصوية ملحية تم تغليفها بالملح ساعدت على اكتشاف جزيئات الحمض النووي قبل 121 مليون سنة تقريبا. ومن الغريب ان المواد الجينية التي تم اكتشافها في وقت سابق تم التاكيد على انها مشابهة جدا للسلالات الجديدة، رغم اعتقاد العلماء انها ملوثة.
اكتشف العلماء سابقا مواد جينية متشابهة في نفس المنطقة التي حصل فيها اخر اكتشاف، حوض ميشيغان.
انظر أيضًا
- ملحاء عصوية